# Castillejos
Castillejos (Bayan ng Castillejos) är en kommun i Filippinerna. Kommunen ligger på ön Luzon, och tillhör provinsen Zambales. Folkmängden uppgår till 42 910 invånare.
Castillejos är indelat i 14 barangayer.